# فیلیپ اوگرینیچ
فیلیپ اوگرینیچ (صربی: Филип Угринић؛ زادهٔ ۵ ژانویهٔ ۱۹۹۹) بازیکن فوتبال اهل سوئیس است.
از باشگاه‌هایی که در آن بازی کرده‌است می‌توان به باشگاه فوتبال لوتسرن اشاره کرد.
وی همچنین در تیم ملی فوتبال زیر ۲۱ سال سوئیس بازی کرده‌است.